# Brief an den Staatsanwalt. Eine forensische Novelle.
Der Brief an den Staatsanwalt ist der erste Teil der „Forensischen Trilogie“, an der Janko Ferk seit dem Jahr 2006 arbeitet. Der zweite Teil ist der "Brief an den Richter" und der letzte der "Brief an F." Das Buch erschien im Oktober 2008 in der Edition Atelier, dem Hausverlag des Autors, in Wien. Im September 2010 erschien Eine forensische Trilogie. Drei Novellen als Gesamtwerk.

## Inhalt
K. ist ein sechsunddreißigjähriger Mann, über den die Untersuchungshaft verhängt wird. Er wird verdächtigt, eine schwere Straftat begangen zu haben. Vom Staatsanwalt hängt es ab, ob nach der Voruntersuchung Anklage gegen K. erhoben wird oder nicht. Der Ich-Erzähler setzt einen überraschenden Schritt, er schreibt dem Staatsanwalt einen „Riesenbrief“. Mit diesem Brief will er eine Anklage abwenden. Das Buch nimmt ein überraschendes Ende und ist insgesamt eine feinfühlige Liebesgeschichte.

## Rezeption
Die Germanistin Neva Šlibar sieht im „Brief an den Staatsanwalt“ die Literarisierung der Beziehungsgeschichte Franz Kafkas und Felice Bauers. (Fidibus. Fest-Schrift für Janko Ferk. Nr. 3/4, 2008.)
Bisher erschienen Vorabdrucke, Kritiken und Rezensionen in den Zeitungen und Zeitschriften Die Presse, Kleine Zeitung, Kurier, Neue Zürcher Zeitung, Salzburger Nachrichten, Wiener Zeitung sowie im ORF u. v. a.

## Rezensionen
- Wien
- Neue Zürcher Zeitung
- Die Presse